# Segelfluggelände Schwann-Conweiler

i7
i11
i13
Das Segelfluggelände Schwann-Conweiler liegt im Gebiet der Gemeinde Straubenhardt im Enzkreis in Baden-Württemberg, etwa 13 km südwestlich von Pforzheim.

## Flugbetrieb
Das Segelfluggelände ist mit zwei Landebahnen aus Gras ausgestattet (Richtungen 09 und 24). Am Flugplatz findet ausschließlich Flugbetrieb mit Segelflugzeugen statt. Segelflugzeuge starten per Windenstart. Der Betreiber des Segelfluggeländes ist der Flugsportclub Pforzheim und Straubenhardt e. V.